# Saison 2015-2016 des Cavaliers de Cleveland
La saison 2015-2016 des Cavaliers de Cleveland est la 46e saison de la franchise en NBA.

## Draft
| Tour | Choix | Joueur                             | Poste | Nationalité | Provenance              |
| ---- | ----- | ---------------------------------- | ----- | ----------- | ----------------------- |
| 1    | 24    | Tyus Jones (transféré à Minnesota) | PG    | États-Unis  | Blue Devils de Duke     |
| 2    | 53    | Sir'Dominic Pointer                | SF    | États-Unis  | Red Storm de Saint John |

## Pré-saison
| Pré-saison Total: 1-6 (Domicile : 1-4 ; Extérieur : 0-2) |

| Match | Date match | Équipe         | Score     | Meilleur marqueur     | Meilleur rebondeur   | Meilleur passeur            | Lieux Spectateurs           | Série |
| ----- | ---------- | -------------- | --------- | --------------------- | -------------------- | --------------------------- | --------------------------- | ----- |
| 1     | 7 octobre  | Atlanta        | D 96-98   | J. R. Smith (15)      | LeBron James (7)     | LeBron James (5)            | Cintas Center 10 250        | 0 - 1 |
| 2     | 8 octobre  | @ Philadelphie | D 114-115 | Jared Cunningham (31) | Austin Daye (9)      | Matthew Dellavedova (5)     | Wells Fargo Center 8 229    | 0 - 2 |
| 3     | 12 octobre | Memphis        | D 81-91   | LeBron James (14)     | Anderson Varejão (7) | Matthew Dellavedova (4)     | Schottenstein Center 18 073 | 0 - 3 |
| 4     | 13 octobre | Milwaukee      | D 101-110 | Maurice Williams (18) | Kaun, Williams (6)   | Cook, Williams (4)          | Quicken Loans Arena 18 624  | 0 - 4 |
| 5     | 15 octobre | Indiana        | D 85-107  | Timofeï Mozgov (16)   | Anderson Varejão (7) | Jared Cunningham (6)        | Quicken Loans Arena 18 774  | 0 - 5 |
| 6     | 18 octobre | @ Toronto      | D 81-87   | Maurice Williams (13) | Timofeï Mozgov (11)  | Dellavedova, Varejão (5)    | Centre Air Canada 19 800    | 0 - 6 |
| 7     | 19 octobre | Dallas         | V 103-97  | J. R. Smith (19)      | Jack Cooley (15)     | Cunningham, Dellavedova (5) | Quicken Loans Arena 18 768  | 1 - 6 |

## Saison régulière
- Le 18 mars 2016, ils se qualifient pour les playoffs après une 49e victoire contre le Magic d'Orlando

| Saison régulière Total: 57-25 (Domicile : 33-8 ; Extérieur : 24-17) |

| Match | Date match | Équipe    | Score    | Meilleur marqueur | Meilleur rebondeur    | Meilleur passeur         | Lieux Spectateurs          | Série |
| ----- | ---------- | --------- | -------- | ----------------- | --------------------- | ------------------------ | -------------------------- | ----- |
| 1     | 27 octobre | @ Chicago | D 95-97  | LeBron James (25) | Tristan Thompson (12) | Maurice Williams (7)     | United Center 21 957       | 0 - 1 |
| 2     | 29 octobre | @ Memphis | V 106-76 | Kevin Love (17)   | Kevin Love (13)       | J. R. Smith (7)          | FedExForum 18 119          | 1 - 1 |
| 3     | 30 octobre | Miami     | V 102-92 | LeBron James (29) | Kevin Love (14)       | Matthew Dellavedova (10) | Quicken Loans Arena 20 526 | 2 - 1 |

| Match | Date match  | Équipe         | Score           | Meilleur marqueur | Meilleur rebondeur    | Meilleur passeur         | Lieux Spectateurs                 | Série  |
| ----- | ----------- | -------------- | --------------- | ----------------- | --------------------- | ------------------------ | --------------------------------- | ------ |
| 4     | 2 novembre  | @ Philadelphie | V 107-100       | LeBron James (22) | James, Thompson (9)   | LeBron James (11)        | Wells Fargo Center 18 094         | 3 - 1  |
| 5     | 4 novembre  | New York       | V 96-86         | LeBron James (23) | Tristan Thompson (13) | Matthew Dellavedova (7)  | Quicken Loans Arena 20 562        | 4 - 1  |
| 6     | 6 novembre  | Philadelphie   | V 108-102       | LeBron James (31) | Kevin Love (14)       | LeBron James (13)        | Quicken Loans Arena 20 562        | 5 - 1  |
| 7     | 8 novembre  | Indiana        | V 101-97        | LeBron James (29) | Kevin Love (15)       | Matthew Dellavedova (9)  | Quicken Loans Arena 20 562        | 6 - 1  |
| 8     | 10 novembre | Utah           | V 118-114       | LeBron James (31) | Kevin Love (8)        | LeBron James (8)         | Quicken Loans Arena 20 562        | 7 - 1  |
| 9     | 13 novembre | @ New York     | V 90-84         | LeBron James (31) | Kevin Love (11)       | LeBron James (6)         | Madison Square Garden 19 812      | 8 - 1  |
| 10    | 14 novembre | @ Milwaukee    | D 105-108 (2OT) | LeBron James (37) | Kevin Love (14)       | Matthew Dellavedova (7)  | BMO Harris Bradley Center 18 717  | 8 - 2  |
| 11    | 17 novembre | @ Détroit      | D 99-104        | LeBron James (30) | Love, Thompson (9)    | Mo Williams (7)          | The Palace of Auburn Hills 18 442 | 8 - 3  |
| 12    | 19 novembre | Milwaukee      | V 115-100       | LeBron James (27) | Kevin Love (15)       | Matthew Dellavedova (13) | Quicken Loans Arena 20 562        | 9 - 3  |
| 13    | 21 novembre | Atlanta        | V 107-97        | Kevin Love (25)   | Tristan Thompson (16) | LeBron James (8)         | Quicken Loans Arena 20 562        | 10 - 3 |
| 14    | 23 novembre | Orlando        | V 117-103       | Kevin Love (34)   | Tristan Thompson (14) | LeBron James (13)        | Quicken Loans Arena 20 562        | 11 - 3 |
| 15    | 25 novembre | @ Toronto      | D 99-103        | LeBron James (24) | Kevin Love (13)       | LeBron James (8)         | Centre Air Canada 20 140          | 11 - 4 |
| 16    | 27 novembre | @ Charlotte    | V 95-90         | LeBron James (25) | Kevin Love (16)       | Dellavedova, James (5)   | Time Warner Cable Arena 19 093    | 12 - 4 |
| 17    | 28 novembre | Brooklyn       | V 90-88         | James, Love (26)  | Tristan Thompson (11) | Matthew Dellavedova (6)  | Quicken Loans Arena 20 562        | 13 - 4 |

| Match | Date match   | Équipe         | Score          | Meilleur marqueur      | Meilleur rebondeur    | Meilleur passeur        | Lieux Spectateurs                 | Série  |
| ----- | ------------ | -------------- | -------------- | ---------------------- | --------------------- | ----------------------- | --------------------------------- | ------ |
| 18    | 1er décembre | Washington     | D 85-97        | LeBron James (24)      | LeBron James (13)     | LeBron James (4)        | Quicken Loans Arena 20 562        | 13 - 5 |
| 19    | 4 décembre   | @ New Orleans  | D 108-114 (OT) | LeBron James (37)      | Love, Thompson (10)   | LeBron James (8)        | Smoothie King Center 17 906       | 13 - 6 |
| 20    | 5 décembre   | @ Miami        | D 84-99        | Richard Jefferson (18) | Kevin Love (8)        | Matthew Dellavedova (5) | American Airlines Arena 19 600    | 13 - 7 |
| 21    | 8 décembre   | Portland       | V 105-100      | LeBron James (33)      | LeBron James (10)     | Kevin Love (4)          | Quicken Loans Arena 20 562        | 14 - 7 |
| 22    | 11 décembre  | @ Orlando      | V 111-76       | LeBron James (25)      | Kevin Love (13)       | LeBron James (8)        | Amway Center 17 239               | 15 - 7 |
| 23    | 15 décembre  | @ Boston       | V 89-77        | LeBron James (24)      | Timofeï Mozgov (10)   | Kevin Love (5)          | TD Garden 18 624                  | 16 - 7 |
| 24    | 17 décembre  | Oklahoma City  | V 104-100      | LeBron James (33)      | Tristan Thompson (15) | LeBron James (11)       | Quicken Loans Arena 20 562        | 17 - 7 |
| 25    | 20 décembre  | Philadelphie   | V 108-86       | LeBron James (23)      | Timofeï Mozgov (8)    | 4 joueurs (4)           | Quicken Loans Arena 20 562        | 18 - 7 |
| 26    | 23 décembre  | New York       | V 91-84        | LeBron James (24)      | Kevin Love (13)       | Matthew Dellavedova (7) | Quicken Loans Arena 20 562        | 19 - 7 |
| 27    | 25 décembre  | @ Golden State | D 83-89        | LeBron James (25)      | Kevin Love (18)       | Kevin Love (4)          | Oracle Arena 19 596               | 19 - 8 |
| 28    | 26 décembre  | @ Portland     | D 76-105       | Kevin Love (13)        | Tristan Thompson (11) | Matthew Dellavedova (6) | Moda Center 19 393                | 19 - 9 |
| 29    | 28 décembre  | @ Phoenix      | V 101-97       | Kyrie Irving (22)      | Tristan Thompson (10) | LeBron James (7)        | Talking Stick Resort Arena 18 319 | 20 - 9 |
| 30    | 29 décembre  | @ Denver       | V 93-87        | LeBron James (34)      | Kevin Love (14)       | Matthew Dellavedova (5) | Pepsi Center 17 523               | 21 - 9 |

| Match | Date match | Équipe         | Score          | Meilleur marqueur | Meilleur rebondeur    | Meilleur passeur        | Lieux Spectateurs               | Série   |
| ----- | ---------- | -------------- | -------------- | ----------------- | --------------------- | ----------------------- | ------------------------------- | ------- |
| 31    | 2 janvier  | Orlando        | V 104-79       | LeBron James (29) | Kevin Love (13)       | Matthew Dellavedova (6) | Quicken Loans Arena 20 562      | 22 - 9  |
| 32    | 4 janvier  | Toronto        | V 122-100      | Kyrie Irving (25) | Tristan Thompson (11) | Kyrie Irving (8)        | Quicken Loans Arena 20 562      | 23 - 9  |
| 33    | 6 janvier  | @ Washington   | V 121-115      | LeBron James (34) | LeBron James (10)     | LeBron James (4)        | Verizon Center 20 356           | 24 - 9  |
| 34    | 8 janvier  | @ Minnesota    | V 125-99       | J. R. Smith (27)  | LeBron James (12)     | LeBron James (8)        | Target Center 16 768            | 25 - 9  |
| 35    | 10 janvier | @ Philadelphie | V 95-85        | LeBron James (37) | Kevin Love (15)       | LeBron James (9)        | Wells Fargo Center 19 226       | 26 - 9  |
| 36    | 12 janvier | @ Dallas       | V 110-107 (OT) | LeBron James (27) | Kevin Love (11)       | Kyrie Irving (9)        | American Airlines Center 20 347 | 27 - 9  |
| 37    | 14 janvier | @ San Antonio  | D 95-99        | LeBron James (22) | Tristan Thompson (14) | LeBron James (5)        | AT&T Center 18 418              | 27 - 10 |
| 38    | 15 janvier | @ Houston      | V 91-77        | Kyrie Irving (23) | Kevin Love (13)       | LeBron James (7)        | Toyota Center 18 320            | 28 - 10 |
| 39    | 18 janvier | Golden State   | D 98-132       | LeBron James (16) | Kevin Love (6)        | Matthew Dellavedova (6) | Quicken Loans Arena 21 584      | 28 - 11 |
| 40    | 20 janvier | @ Brooklyn     | V 91-78        | James, Love (17)  | Kevin Love (18)       | Irving, James (5)       | Barclays Center 17 732          | 29 - 11 |
| 41    | 21 janvier | L.A. Clippers  | V 115-102      | James, Smith (22) | Kevin Love (16)       | LeBron James (12)       | Quicken Loans Arena 20 562      | 30 - 11 |
| 42    | 23 janvier | Chicago        | D 83-96        | LeBron James (26) | LeBron James (13)     | LeBron James (9)        | Quicken Loans Arena 20 562      | 30 - 12 |
| 43    | 25 janvier | Minnesota      | V 114-107      | LeBron James (25) | Tristan Thompson (12) | LeBron James (9)        | Quicken Loans Arena 20 562      | 31 - 12 |
| 44    | 27 janvier | Phoenix        | V 115-93       | James, Love (21)  | Kevin Love (11)       | LeBron James (9)        | Quicken Loans Arena 20 562      | 32 - 12 |
| 45    | 29 janvier | @ Détroit      | V 114-106      | Kevin Love (29)   | Tristan Thompson (14) | LeBron James (8)        | Palace of Auburn Hills 21 012   | 33 - 12 |
| 46    | 30 janvier | San Antonio    | V 117-103      | LeBron James (29) | Kevin Love (11)       | LeBron James (7)        | Quicken Loans Arena 20 562      | 34 - 12 |

| Match               | Date match  | Équipe          | Score          | Meilleur marqueur  | Meilleur rebondeur    | Meilleur passeur       | Lieux Spectateurs              | Série   |
| ------------------- | ----------- | --------------- | -------------- | ------------------ | --------------------- | ---------------------- | ------------------------------ | ------- |
| 47                  | 1er février | @ Indiana       | V 111-106 (OT) | Kyrie Irving (25)  | James, Thompson (12)  | Kyrie Irving (7)       | Bankers Life Fieldhouse 17 283 | 35 - 12 |
| 48                  | 3 février   | @ Charlotte     | D 97-106       | Kyrie Irving (26)  | Kevin Love (12)       | LeBron James (6)       | Time Warner Cable Arena 19 189 | 35 - 13 |
| 49                  | 5 février   | Boston          | D 103-104      | LeBron James (30)  | Tristan Thompson (10) | Kyrie Irving (6)       | Quicken Loans Arena 20 562     | 35 - 14 |
| 50                  | 6 février   | New Orleans     | V 99-84        | Kyrie Irving (29)  | Tristan Thompson (15) | LeBron James (8)       | Quicken Loans Arena 20 562     | 36 - 14 |
| 51                  | 8 février   | Sacramento      | V 120-100      | Kyrie Irving (32)  | James, Thompson (10)  | Kyrie Irving (12)      | Quicken Loans Arena 20 562     | 37 - 14 |
| 52                  | 10 février  | L.A. Lakers     | V 120-111      | Kyrie Irving (35)  | Tristan Thompson (13) | LeBron James (11)      | Quicken Loans Arena 20 562     | 38 - 14 |
| All-Star Break 2016 |             |                 |                |                    |                       |                        |                                |         |
| 53                  | 18 février  | Chicago         | V 106-95       | LeBron James (25)  | Kevin Love (12)       | LeBron James (9)       | Quicken Loans Arena 20 562     | 39 - 14 |
| 54                  | 21 février  | @ Oklahoma City | V 115-92       | Kevin Love (29)    | Tristan Thompson (11) | LeBron James (9)       | Chesapeake Energy Arena 18 203 | 40 - 14 |
| 55                  | 22 février  | Detroit         | D 88-96        | Kyrie Irving (30)  | LeBron James (8)      | Irving, James (5)      | Quicken Loans Arena 20 562     | 40 - 15 |
| 56                  | 24 février  | Charlotte       | V 114-103      | Irving, James (23) | Tristan Thompson (10) | Dellavedova, James (7) | Quicken Loans Arena 20 562     | 41 - 15 |
| 57                  | 26 février  | @ Toronto       | D 97-99        | LeBron James (25)  | Tristan Thompson (10) | LeBron James (7)       | Centre Air Canada 19 800       | 41 - 16 |
| 58                  | 28 février  | @ Washington    | D 99-115       | Kyrie Irving (28)  | Timofeï Mozgov (10)   | Kyrie Irving (6)       | Verizon Center 20 356          | 41 - 17 |
| 59                  | 29 février  | Indiana         | V 100-96       | LeBron James (33)  | Tristan Thompson (11) | Irving, Love (6)       | Quicken Loans Arena 20 562     | 42 - 17 |

| Match | Date match | Équipe          | Score     | Meilleur marqueur | Meilleur rebondeur    | Meilleur passeur        | Lieux Spectateurs              | Série   |
| ----- | ---------- | --------------- | --------- | ----------------- | --------------------- | ----------------------- | ------------------------------ | ------- |
| 60    | 4 mars     | Washington      | V 108-83  | Kyrie Irving (21) | LeBron James (13)     | Kyrie Irving (8)        | Quicken Loans Arena 20 562     | 43 - 17 |
| 61    | 5 mars     | Boston          | V 120-103 | LeBron James (28) | Iman Shumpert (16)    | LeBron James (8)        | Quicken Loans Arena 20 562     | 44 - 17 |
| 62    | 7 mars     | Memphis         | D 103-106 | LeBron James (28) | Kevin Love (11)       | Irving, James (5)       | Quicken Loans Arena 20 562     | 44 - 18 |
| 63    | 9 mars     | @ Sacramento    | V 120-111 | Kyrie Irving (30) | LeBron James (11)     | LeBron James (6)        | Sleep Train Arena 17 317       | 45 - 18 |
| 64    | 10 mars    | @ L.A. Lakers   | V 120-108 | Kyrie Irving (26) | Tristan Thompson (14) | Kyrie Irving (9)        | Staples Center 18 997          | 46 - 18 |
| 65    | 13 mars    | @ L.A. Clippers | V 114-90  | LeBron James (27) | Tristan Thompson (14) | Irving, James (5)       | Staples Center 19 342          | 47 - 18 |
| 66    | 14 mars    | @ Utah          | D 85-94   | LeBron James (23) | LeBron James (12)     | Matthew Dellavedova (5) | Vivint Smart Home Arena 19 911 | 47 - 19 |
| 67    | 16 mars    | Dallas          | V 99-98   | Kyrie Irving (33) | Kevin Love (18)       | Matthew Dellavedova (7) | Quicken Loans Arena 20 562     | 48 - 19 |
| 68    | 18 mars    | @ Orlando       | V 109-103 | Kyrie Irving (26) | Tristan Thompson (15) | LeBron James (8)        | Amway Center 18 046            | 49 - 19 |
| 69    | 19 mars    | @ Miami         | D 101-122 | LeBron James (26) | 3 joueurs (4)         | Irving, Shumpert (4)    | American Airlines Arena 19 737 | 49 - 20 |
| 70    | 21 mars    | Denver          | V 124-91  | LeBron James (33) | LeBron James (11)     | LeBron James (11)       | Quicken Loans Arena 20 562     | 50 - 20 |
| 71    | 23 mars    | Milwaukee       | V 113-104 | LeBron James (26) | Kevin Love (10)       | Irving, James (8)       | Quicken Loans Arena 20 562     | 51 - 20 |
| 72    | 24 mars    | @ Brooklyn      | D 95-104  | LeBron James (30) | Kevin Love (12)       | LeBron James (5)        | Barclays Center 17 732         | 51 - 21 |
| 73    | 26 mars    | @ New York      | V 107-93  | Kevin Love (28)   | Kevin Love (12)       | LeBron James (10)       | Madison Square Garden 19 812   | 52 - 21 |
| 74    | 29 mars    | Houston         | D 100-106 | Kyrie Irving (31) | Kevin Love (11)       | Kyrie Irving (8)        | Quicken Loans Arena 20 562     | 52 - 22 |
| 75    | 31 mars    | Brooklyn        | V 107-87  | LeBron James (24) | Kevin Love (10)       | LeBron James (11)       | Quicken Loans Arena 20 562     | 53 - 22 |

| Match | Date match | Équipe      | Score          | Meilleur marqueur | Meilleur rebondeur  | Meilleur passeur  | Lieux Spectateurs                | Série   |
| ----- | ---------- | ----------- | -------------- | ----------------- | ------------------- | ----------------- | -------------------------------- | ------- |
| 76    | 1er avril  | @ Atlanta   | V 110-108 (OT) | LeBron James (29) | LeBron James (16)   | LeBron James (9)  | Philips Arena 19 427             | 54 - 22 |
| 77    | 3 avril    | Charlotte   | V 112-103      | LeBron James (31) | Kevin Love (9)      | LeBron James (12) | Quicken Loans Arena 20 562       | 55 - 22 |
| 78    | 5 avril    | @ Milwaukee | V 109-80       | J. R. Smith (21)  | Kevin Love (9)      | LeBron James (9)  | BMO Harris Bradley Center 15 061 | 56 - 22 |
| 79    | 6 avril    | @ Indiana   | D 109-123      | Kyrie Irving (26) | Kevin Love (5)      | Kyrie Irving (6)  | Bankers Life Fieldhouse 18 165   | 56 - 23 |
| 80    | 9 avril    | @ Chicago   | D 102-105      | LeBron James (33) | Kevin Love (13)     | Kyrie Irving (8)  | United Center 22 186             | 56 - 24 |
| 81    | 11 avril   | Atlanta     | V 109-94       | Kyrie Irving (35) | Kevin Love (14)     | LeBron James (6)  | Quicken Loans Arena 20 562       | 57 - 24 |
| 82    | 13 avril   | Detroit     | D 110-112 (OT) | Jordan McRae (36) | Timofeï Mozgov (12) | Jordan McRae (7)  | Quicken Loans Arena 20 562       | 57 - 25 |

## Playoffs
| Playoffs Total: 16-5 (Domicile : 9-1 ; Extérieur : 7-4) |

| Match | Date match | Équipe    | Score     | Meilleur marqueur | Meilleur rebondeur | Meilleur passeur        | Lieux Spectateurs                 | Série |
| ----- | ---------- | --------- | --------- | ----------------- | ------------------ | ----------------------- | --------------------------------- | ----- |
| 1     | 17 avril   | Détroit   | V 106-101 | Kyrie Irving (31) | Kevin Love (13)    | LeBron James (11)       | Quicken Loans Arena 20 562        | 1 - 0 |
| 2     | 20 avril   | Détroit   | V 107-90  | LeBron James (27) | Kevin Love (10)    | Matthew Dellavedova (9) | Quicken Loans Arena 20 562        | 2 - 0 |
| 3     | 22 avril   | @ Détroit | V 101-91  | Kyrie Irving (26) | LeBron James (13)  | LeBron James (7)        | The Palace of Auburn Hills 21 584 | 3 - 0 |
| 4     | 24 avril   | @ Détroit | V 100-98  | Kyrie Irving (31) | Kevin Love (13)    | LeBron James (6)        | The Palace of Auburn Hills 21 584 | 4 - 0 |

| Match | Date match | Équipe    | Score     | Meilleur marqueur  | Meilleur rebondeur    | Meilleur passeur        | Lieux Spectateurs          | Série |
| ----- | ---------- | --------- | --------- | ------------------ | --------------------- | ----------------------- | -------------------------- | ----- |
| 1     | 2 mai      | Atlanta   | V 104-93  | LeBron James (25)  | Tristan Thompson (14) | LeBron James (9)        | Quicken Loans Arena 20 562 | 1 - 0 |
| 2     | 4 mai      | Atlanta   | V 123-98  | LeBron James (27)  | Kevin Love (13)       | Dellavedova, Irving (6) | Quicken Loans Arena 20 562 | 2 - 0 |
| 3     | 6 mai      | @ Atlanta | V 121-108 | Channing Frye (27) | Kevin Love (15)       | LeBron James (8)        | Philips Arena 19 089       | 3 - 0 |
| 4     | 8 mai      | @ Atlanta | V 100-99  | Kevin Love (27)    | Kevin Love (13)       | LeBron James (9)        | Philips Arena 19 031       | 4 - 0 |

| Match | Date match | Équipe    | Score    | Meilleur marqueur | Meilleur rebondeur     | Meilleur passeur  | Lieux Spectateurs          | Série |
| ----- | ---------- | --------- | -------- | ----------------- | ---------------------- | ----------------- | -------------------------- | ----- |
| 1     | 17 mai     | Toronto   | V 115-84 | Kyrie Irving (27) | Richard Jefferson (11) | Kyrie Irving (5)  | Quicken Loans Arena 20 562 | 1 - 0 |
| 2     | 19 mai     | Toronto   | V 108-89 | Kyrie Irving (26) | Tristan Thompson (12)  | LeBron James (11) | Quicken Loans Arena 20 562 | 2 - 0 |
| 3     | 21 mai     | @ Toronto | D 84-99  | LeBron James (24) | James, Thompson (8)    | LeBron James (5)  | Centre Air Canada 20 207   | 2 - 1 |
| 4     | 23 mai     | @ Toronto | D 99-105 | LeBron James (29) | James, Thompson (9)    | Irving, James (6) | Centre Air Canada 20 367   | 2 - 2 |
| 5     | 25 mai     | Toronto   | V 116-78 | Kevin Love (25)   | Tristan Thompson (10)  | LeBron James (8)  | Quicken Loans Arena 20 562 | 3 - 2 |
| 6     | 27 mai     | @ Toronto | V 113-87 | LeBron James (33) | Kevin Love (12)        | Kyrie Irving (9)  | Centre Air Canada 20 605   | 4 - 2 |

| Match | Date match | Équipe         | Score     | Meilleur marqueur  | Meilleur rebondeur    | Meilleur passeur  | Lieux Spectateurs          | Série |
| ----- | ---------- | -------------- | --------- | ------------------ | --------------------- | ----------------- | -------------------------- | ----- |
| 1     | 2 juin     | @ Golden State | D 89-104  | Kyrie Irving (26)  | Kevin Love (13)       | LeBron James (9)  | Oracle Arena 19 596        | 0 - 1 |
| 2     | 5 juin     | @ Golden State | D 77-110  | LeBron James (19)  | LeBron James (8)      | LeBron James (9)  | Oracle Arena 19 596        | 0 - 2 |
| 3     | 8 juin     | Golden State   | V 120-90  | LeBron James (32)  | Tristan Thompson (13) | Kyrie Irving (8)  | Quicken Loans Arena 20 562 | 1 - 2 |
| 4     | 10 juin    | Golden State   | D 97-108  | Kyrie Irving (34)  | LeBron James (13)     | LeBron James (9)  | Quicken Loans Arena 20 562 | 1 - 3 |
| 5     | 13 juin    | @ Golden State | V 112-97  | James, Irving (41) | LeBron James (16)     | LeBron James (7)  | Oracle Arena 19 596        | 2 - 3 |
| 6     | 16 juin    | Golden State   | V 115-101 | LeBron James (41)  | Tristan Thompson (16) | LeBron James (11) | Quicken Loans Arena 20 562 | 3 - 3 |
| 7     | 19 juin    | @ Golden State | V 93-89   | LeBron James (27)  | Kevin Love (14)       | LeBron James (11) | Oracle Arena 19 596        | 4 - 3 |

## Confrontations
| Conférence Est      | Conférence Est                            | Conférence Est                            | Conférence Est                            | Conférence Est                            | Conférence Ouest                          | Conférence Ouest                          | Conférence Ouest                          |
| Division Atlantique | Division Atlantique                       | Division Atlantique                       | Division Atlantique                       | Division Atlantique                       | Division Nord-Ouest                       | Division Nord-Ouest                       | Division Nord-Ouest                       |
| Équipe              | Domicile                                  | Domicile                                  | Extérieur                                 | Extérieur                                 | Équipe                                    | Domicile                                  | Extérieur                                 |
| ------------------- | ----------------------------------------- | ----------------------------------------- | ----------------------------------------- | ----------------------------------------- | ----------------------------------------- | ----------------------------------------- | ----------------------------------------- |
| Boston              | 103-104                                   | 120-103                                   | 89-77                                     |                                           | Denver                                    | 124-91                                    | 93-87                                     |
| Brooklyn            | 90-88                                     | 107-87                                    | 91-78                                     | 95-104                                    | Minnesota                                 | 114-107                                   | 125-99                                    |
| New York            | 96-86                                     | 91-84                                     | 90-84                                     | 107-93                                    | Oklahoma City                             | 104-100                                   | 115-92                                    |
| Philadelphie        | 108-102                                   | 108-86                                    | 107-100                                   | 95-85                                     | Portland                                  | 105-100                                   | 76-105                                    |
| Toronto             | 122-100                                   |                                           | 99-103                                    | 97-99                                     | Utah                                      | 118-114                                   | 85-94                                     |
|                     | 8–1                                       | 8–1                                       | 6–3                                       | 6–3                                       |                                           | 5–0                                       | 3–2                                       |
| Division            | 14–4                                      | 14–4                                      | 14–4                                      | 14–4                                      | Division                                  | 8–2                                       | 8–2                                       |
| Division Centrale   | Division Centrale                         | Division Centrale                         | Division Centrale                         | Division Centrale                         | Division Pacifique                        | Division Pacifique                        | Division Pacifique                        |
| Equipe              | Domicile                                  | Domicile                                  | Extérieur                                 | Extérieur                                 | Equipe                                    | Domicile                                  | Extérieur                                 |
| Chicago             | 83-96                                     | 106-95                                    | 95-97                                     | 102-105                                   | Golden State                              | 98-132                                    | 83-89                                     |
|                     |                                           |                                           |                                           |                                           | L.A. Clippers                             | 115-102                                   | 114-90                                    |
| Detroit             | 88-96                                     | 110-112 (OT)                              | 99-104                                    | 114-106                                   | L.A. Lakers                               | 120-111                                   | 120-108                                   |
| Indiana             | 101-97                                    | 100-96                                    | 111-106 (OT)                              | 109-123                                   | Phoenix                                   | 115-93                                    | 101-97                                    |
| Milwaukee           | 115-100                                   | 113-104                                   | 105-108 (OT)                              | 109-80                                    | Sacramento                                | 120-100                                   | 120-111                                   |
|                     | 5–3                                       | 5–3                                       | 3–5                                       | 3–5                                       |                                           | 4–1                                       | 4–1                                       |
| Division            | 8-8                                       | 8-8                                       | 8-8                                       | 8-8                                       | Division                                  | 8–2                                       | 8–2                                       |
| Division Sud-Est    | Division Sud-Est                          | Division Sud-Est                          | Division Sud-Est                          | Division Sud-Est                          | Division Sud-Ouest                        | Division Sud-Ouest                        | Division Sud-Ouest                        |
| Equipe              | Domicile                                  | Domicile                                  | Extérieur                                 | Extérieur                                 | Equipe                                    | Domicile                                  | Extérieur                                 |
| Atlanta             | 109-97                                    | 109-94                                    | 110-108 (OT)                              |                                           | Dallas                                    | 99-98                                     | 110-107 (OT)                              |
| Charlotte           | 114-103                                   | 112-103                                   | 95-90                                     | 97-106                                    | Houston                                   | 100-106                                   | 91-77                                     |
| Miami               | 102-92                                    |                                           | 84-99                                     | 101-122                                   | Memphis                                   | 103-106                                   | 106-76                                    |
| Orlando             | 117-103                                   | 104-79                                    | 111-76                                    | 109-103                                   | New Orleans                               | 99-84                                     | 108-114 (OT)                              |
| Washington          | 85-97                                     | 108-83                                    | 121-115                                   | 99-115                                    | San Antonio                               | 117-103                                   | 95-99                                     |
|                     | 8–1                                       | 8–1                                       | 4–4                                       | 4–4                                       |                                           | 3–2                                       | 4–2                                       |
| Division            | 12–5                                      | 12–5                                      | 12–5                                      | 12–5                                      | Division                                  | 7–4                                       | 7–4                                       |
| Conférence          | 34–17 (Domicile : 21–5; Extérieur: 13–12) | 34–17 (Domicile : 21–5; Extérieur: 13–12) | 34–17 (Domicile : 21–5; Extérieur: 13–12) | 34–17 (Domicile : 21–5; Extérieur: 13–12) | Conférence                                | 23–8 (Domicile : 12–3 ; Extérieur : 11–5) | 23–8 (Domicile : 12–3 ; Extérieur : 11–5) |
| Total               | 57–25 (Domicile : 33–8; Extérieur: 24–17) | 57–25 (Domicile : 33–8; Extérieur: 24–17) | 57–25 (Domicile : 33–8; Extérieur: 24–17) | 57–25 (Domicile : 33–8; Extérieur: 24–17) | 57–25 (Domicile : 33–8; Extérieur: 24–17) | 57–25 (Domicile : 33–8; Extérieur: 24–17) | 57–25 (Domicile : 33–8; Extérieur: 24–17) |

## Effectif actuel
| Cavaliers de Cleveland Effectif actuel |    |                        |                     |                              |
| Entraineur : Tyronn Lue                |    |                        |                     |                              |
| Arrière, Meneur                        | 8  | Drapeau de l'Australie | Matthew Dellavedova | Saint Mary's                 |
| Ailier fort, Pivot                     | 9  | Drapeau des États-Unis | Channing Frye       | Arizona                      |
| Meneur                                 | 2  | Drapeau des États-Unis | Kyrie Irving (C)    | Duke                         |
| Ailier, Ailier fort                    | 23 | Drapeau des États-Unis | LeBron James (C)    | St. Vincent–St. Mary HS (OH) |
| Ailier                                 | 24 | Drapeau des États-Unis | Richard Jefferson   | Arizona                      |
| Ailier                                 | 1  | Drapeau des États-Unis | James Jones         | Miami                        |
| Pivot                                  | 14 | Drapeau de la Russie   | Sasha Kaun          | Kansas                       |
| Ailier fort                            | 0  | Drapeau des États-Unis | Kevin Love (C)      | UCLA                         |
| Arrière                                | 12 | Drapeau des États-Unis | Jordan McRae        | Tennessee                    |
| Pivot                                  | 20 | Drapeau de la Russie   | Timofeï Mozgov      | Russie                       |
| Arrière, Ailier                        | 4  | Drapeau des États-Unis | Iman Shumpert       | Georgia Tech                 |
| Arrière                                | 5  | Drapeau des États-Unis | J. R. Smith         | St. Benedict's Prep (NJ)     |
| Ailier fort                            | 13 | Drapeau des États-Unis | Tristan Thompson    | Texas                        |
| Meneur, Arrière                        | 52 | Drapeau des États-Unis | Maurice Williams    | Alabama                      |
| (C) Capitaine, Blessé                  |    |                        |                     |                              |

## Contrats et salaires 2015-2016
| Joueur                            | Poste      | Âge        | Exp        | Contrat                 | Salaire 2015-2016 | Fin du contrat |
| --------------------------------- | ---------- | ---------- | ---------- | ----------------------- | ----------------- | -------------- |
| Joueurs actuels                   |            |            |            |                         |                   |                |
| Matthew Dellavedova               | SG         | 25         | 2          | 1 147 276 $ sur 1 an    | 1 147 276 $       | 2016           |
| Channing Frye                     | PF         | 32         | 9          | 32 000 000 $ sur 4 ans  | 8 193 029 $       | 2018           |
| Kyrie Irving                      | PG         | 23         | 4          | 94 343 126 $ sur 5 ans  | 16 407 500 $      | 2020           |
| LeBron James                      | SF         | 30         | 12         | 46 974 673 $ sur 2 ans  | 22 970 500 $      | 2017 (P)       |
| Richard Jefferson                 | SF         | 35         | 14         | 1 499 187 $ sur 1 an    | 947,276 $         | 2016           |
| James Jones                       | SG         | 35         | 12         | 1 499 187 $ sur 1 an    | 947,276 $         | 2016           |
| Sasha Kaun                        | C          | 30         | 0          | 2 500 000 $ sur 2 ans   | 1 222 494 $       | 2017           |
| Kevin Love                        | PF         | 27         | 7          | 113 211 750 $ sur 5 ans | 19 689 000 $      | 2020           |
| Jordan McRae                      | SG         | 25         | 0          | 111,196 $ sur 1 an      | 111,196 $         | 2017 (T)       |
| Timofeï Mozgov                    | C          | 29         | 5          | 14 000 000 $ sur 3 ans  | 4 950 000 $       | 2016           |
| Iman Shumpert                     | SG         | 25         | 4          | 40 000 000 $ sur 4 ans  | 8 988 764 $       | 2019           |
| J. R. Smith                       | SG         | 30         | 11         | 10 000 000 $ sur 2 ans  | 5 000 000 $       | 2017 (P)       |
| Tristan Thompson                  | C          | 24         | 4          | 82 000 000 $ sur 5 ans  | 14 260 870 $      | 2020           |
| Maurice Williams                  | PG         | 32         | 12         | 4 294 500 $ sur 2 ans   | 2 100 000 $       | 2017 (P)       |
| Contrats de 10 jours              |            |            |            |                         |                   |                |
| Jordan McRae                      | SG         | 25         | 0          | -                       | 30,888 $          | -              |
| Joueurs coupés en cours de saison |            |            |            |                         |                   |                |
|                                   |            |            |            |                         |                   |                |
| Total                             | Total      | Total      | Total      | Total                   | 106 908 379 $     | Différence     |
| Salary Cap                        | Salary Cap | Salary Cap | Salary Cap | Salary Cap              | 70 000 000 $      | - 36 908 379 $ |
| Luxury Tax                        | Luxury Tax | Luxury Tax | Luxury Tax | Luxury Tax              | 84 700 000 $      | - 22 208 379 $ |

- 2016 = Joueurs qui peuvent quitter le club à la fin de cette saison.
- 2016 = Joueur agent libre restreint en fin de saison.
- 2017 (T) = Joueur disposant d'une option d'équipe en fin de saison.
- 2017 (P) = Joueur disposant d'une option joueur en fin de saison.

## Échanges
| Juin            | Juin | Juin                                                                                          | Juin                   |
| --------------- | --- | --------------------------------------------------------------------------------------------- | ---------------------- |
| 25 juin 2015    | Échange à deux équipes | Échange à deux équipes                                                                        | Échange à deux équipes |
| 25 juin 2015    | Vers Cavaliers de Cleveland - Droits sur le 31e choix de la draft 2015 : Cedi Osman - Droits sur le 36e choix de la draft 2015 : Rakeem Christmas - Second tour de draft 2019 | Vers Timberwolves du Minnesota - Droits sur le 24e choix de la draft 2015 : Tyus Jones        | [ 2 ]                  |
| Juillet         | |                                                                                               |                        |
| 23 juillet 2015 | Échange à deux équipes | Échange à deux équipes                                                                        | Échange à deux équipes |
| 23 juillet 2015 | Vers Cavaliers de Cleveland - Second tour de draft 2019 | Vers Pacers de l'Indiana - Droits sur le 36e choix de la draft 2015 : Rakeem Christmas        | [ 3 ]                  |
| 23 juillet 2015 | Échange à deux équipes | Échange à deux équipes                                                                        | Échange à deux équipes |
| 23 juillet 2015 | Vers Trail Blazers de Portland - Brendan Haywood - Mike Miller - Second tour de draft 2019 - Second tour de draft 2020                                                        | Vers Cavaliers de Cleveland - Compensation financière - Deux trade exceptions                 | [ 4 ]                  |
| Janvier         | |                                                                                               |                        |
| 12 janvier 2016 | Échange à deux équipes | Échange à deux équipes                                                                        | Échange à deux équipes |
| 12 janvier 2016 | Vers Cavaliers de Cleveland - Second tour de draft 2020 (protégé) | Vers Magic d'Orlando - Joe Harris - Second tour de draft 2017 (protégé) - Cash considerations | [ 5 ]                  |
| Février         | |                                                                                               |                        |
| 18 février 2016 | Échange à deux équipes | Échange à deux équipes                                                                        | Échange à deux équipes |
| 18 février 2016 | Vers Cavaliers de Cleveland - Second tour de draft 2020 | Vers Trail Blazers de Portland - Anderson Varejão - Premier tour de draft 2018                | [ 6 ]                  |
| 18 février 2016 | Échange à deux équipes |                                                                                               |                        |
| 18 février 2016 | Vers Cavaliers de Cleveland - Channing Frye | Vers Magic d'Orlando - Jared Cunningham - Second tour de draft 2020                           | [ 7 ]                  |

## Free agents (Agents libres)

### Free agents qui resignent
| Joueur              | Contrat                            | Référence |
| ------------------- | ---------------------------------- | --------- |
| Iman Shumpert       | Contrat de 40 000 000 $ sur 4 ans  | [ 8 ]     |
| Kevin Love          | Contrat de 110 000 000 $ sur 5 ans | [ 9 ]     |
| LeBron James        | Contrat de 47 000 000 $ sur 2 ans  | [ 10 ]    |
| James Jones         | Contrat de 1 500 000 $ sur 1 an    | [ 11 ]    |
| Matthew Dellavedova | Contrat de 1 200 000 $ sur 1 an    | [ 12 ]    |

### Arrivés
| Joueur            | Contrat                          | Provenance                   | Référence |
| ----------------- | -------------------------------- | ---------------------------- | --------- |
| Maurice Williams  | Contrat de 4 290 000 $ sur 2 ans | Hornets de Charlotte         | [ 13 ]    |
| Richard Jefferson | Contrat de 1 500 000 $ sur 1 an  | Mavericks de Dallas          | [ 14 ]    |
| Jordan McRae      | Contrat de 10 jours              | 87ers du Delaware (D-League) | [ 15 ]    |
| Jordan McRae      | Contrat de 111,000 $ sur 1 an    | Cavaliers de Cleveland       | [ 16 ]    |

### Départs
| Joueur           | Raison départ                   | Vers ¹                          | Référence |
| ---------------- | ------------------------------- | ------------------------------- | --------- |
| Shawn Marion     | Retraite                        | -                               | [ 17 ]    |
| Kendrick Perkins | Contrat de 1 500 000 $ sur 1 an | Pelicans de La Nouvelle-Orléans | [ 18 ]    |

¹ Il s'agit de l’équipe pour laquelle le joueur a signé après son départ, il a pu entre-temps changer d'équipe ou encore de pays.

## Récompenses
| Date         | Joueur       | récompense                                            | Référence |
| ------------ | ------------ | ----------------------------------------------------- | --------- |
| 22 novembre  | LeBron James | Joueur de la semaine dans la conférence Est           | [ 19 ]    |
| 1er décembre | David Blatt  | Entraîneur du mois de novembre dans la conférence Est | [ 20 ]    |
| 11 janvier   | LeBron James | Joueur de la semaine dans la conférence Est           | [ 21 ]    |